# Diego Jara Rodrigues
Diego Jara Rodrigues (21 de septiembre de 1995) es un futbolista brasileño que juega como defensa en el Kashiwa Reysol.

## Trayectoria
Jugó para clubes como el Metropolitano, Joinville, Matsumoto Yamaga FC y Mito HollyHock.

## Clubes
| Club                            | País   | Año       |
| ------------------------------- | ------ | --------- |
| C. A. Metropolitano             | Brasil | 2014-2015 |
| Joinville E. C.                 | Brasil | 2015-2018 |
| Matsumoto Yamaga F. C. (cedido) | Japón  | 2017      |
| Mito HollyHock (cedido)         | Japón  | 2018      |
| Tokushima Vortis                | Japón  | 2019-2021 |
| Sagan Tosu                      | Japón  | 2022      |
| Kashiwa Reysol                  | Japón  | 2023-     |